# Sulejman Mato
Sulejman Halil Mato (* 1. März 1941 in Fterra) ist ein albanischer Schriftsteller.

## Leben
Geboren wurde Mato 1941 in Fterra im Bezirk Saranda. Er absolvierte ab 1964 ein Studium an der Philologischen Fakultät, Zweig albanische Literatur und Sprache an der Universität Tirana. Von 1965 bis 1967 arbeitete er als Lehrer in verschiedenen Schulen der Stadt Berat. Von 1967 bis 1973 war Mato Redakteur bei der damals wichtigsten Kulturzeitschrift Nëntori (damals Organ des albanischen Künstler- und Schriftstellerverbandes). Von 1973 bis 1976 war er als Librettist beim Volkstheater beschäftigt. Hernach wurde er auf Weisung der herrschenden Kommunisten wieder Lehrer, diesmal an einem Berufsgymnasium; von 1985 bis 1991 arbeitete er wieder als Librettist an der albanischen  staatlichen Oper und am Staatsensemble. Nach der politischen Wende wurde er Direktor der Buchvertriebsagentur, von 1997 bis 2001 war er Chefredakteur der Zeitung Tirana Bashkiake. Heute lebt Mato als freier Schriftsteller.

## Werke
- 1967 – Shtegu i blertë (Der grüne Pfad) Gedichte
- 1969 – Nën Diellin e Jugut (Unter der Sonne des Südens) Gedichte
- 1971 – Ankthi (Alptraum) Drama
- 1972 – Mbi glob fryjnë erëra (Auf dem Globus gibt es Wind) Gedichte
- 1976 – Në stinën e poezise (Im Jahreszeit der Dichtung) Gedichte
- 1976 – Bukë në shkëmb (Brot auf dem Fels) Drama
- 1977 – Poezi (Gedichte) Kinderliteratur
- 1986 – Drita e syve (Das Licht der Augen) Erzählungen
- 1981 – Mesi i jetës (Die Mitte des Lebens) Gedichte
- 1986 – Kryengritësit (Die Aufständischen) Poem für Kinder
- 1989 – Fjalët (Wörter) Gedichte
- 1994 – Banorët e vilës (Die Einwohner der Villa) Erzählungen
- 1998 – Balada e vetmisë (Die Ballade der Einsamkeit) Gedichte
- 2000 – Labirinte dhe enigma (Labyrinthe und Rätsel) Essay
- 2001 – Ëndërrat profetike (Prophetische Träume) Essay
- 2002 – Arti i te shkruarit (Die Kunst des Schreibens) Publizistik
- 2007 – Nusja e Borajve (Die Braut der Boraj) Erzählungen, Dudaj-Verlag. ISBN 98799943-0-005-1, korrigiert: ISBN 978-99943-0-005-1.
- 2007 – Kitara e jugut – Poezi te zgjedhura (Die Gitarre des Südens – Ausgewählte Gedichte), Toena Verlag, Tirana 2007. ISBN 99943-1-192-1.
- 2011 – Banorët e shpellës (Die Einwohner der Höhle) Roman, IHPVKA, Tirana 2011

### Bühnenwerke
- 1973 – Një natë e gjatë (Eine lange Nacht) Drama
- 1985 – Viti i provës së madhe (Das Jahre der großen Probe) Drama
- 1986 – Familja Zhavora (Die Familie Zhavora) Drama
- 1987 – Kushtrimi i maleve (Der Apel der Berge) Dramatisierung
- 1987 – Legjenda e lules Honinë (Die Legende der Blume Honine) Ballettstück
- 1988 – Paja (Die Mitgift) Operette
- 1989 – Vajzat e qytetit të gurtë (Die Mädchen der steinernen Stadt) Ballettstück